# A szlovákiai Kárpátok fatemplomai
A szlovákiai Kárpátok fatemplomai (szlovákul: Drevené kostoly v slovenskej časti Karpát, angolul: Wooden Churches of the Slovak part of the Carpathian Mountain Area) elnevezésű világörökségi helyszín nyolc, a 16. és a 18. század között épült fatemplomot és egy haranglábat tartalmaz. A templomok között van két római katolikus, három evangélikus és három görögkatolikus, amelyek szép példáját mutatják a vallásos építészet gazdag helyi hagyományainak, a latin és bizánci kultúrák találkozásának. Az épületek alaprajzának, külső megjelenésének és belső tereinek különbözősége az eltérő vallások gyakorlásából ered. Viszont értékes bizonyítékát adják annak, hogy az építkezés időszakában milyen fő építészeti, művészi irányzatok éltek, s ezeket hogyan ültették át egy adott földrajzi és kulturális kontextusba. A templombelsőket falfestményekkel és más művészi alkotásokkal díszítették, s ez tovább növeli az épületek kulturális jelentőségét.
A világörökségi listára a következő szlovákiai templomok kerültek fel:
| Város         | Templom                        | Felekezet       | Építésének ideje        |
| ------------- | ------------------------------ | --------------- | ----------------------- |
| Hervartó      | Assisi Szent Ferenc-templom    | Római katolikus | 15. század              |
| Turdossin     | Mindenszentek-templom          | Római katolikus | 15. század második fele |
| Késmárk       | Késmárki evangélikus templom   | Evangélikus     | 1690 és 1717 között     |
| Lestin        | Lestini evangélikus templom    | Evangélikus     | 1688                    |
| Garamszeg     | Garamszegi evangélikus templom | Evangélikus     | 1725-1726               |
| Garamszeg     | Harangláb                      | -               | 1720-as évek            |
| Rózsadomb     | Szent Miklós-templom           | Görögkatolikus  | 1658                    |
| Ladomérvágása | Mihály arkangyal temploma      | Görögkatolikus  | 1742                    |
| Oroszsebes    | Szent Miklós-templom           | Görögkatolikus  | 18. század elején       |